# Кибернетика в СССР
Кибернетика в СССР — развитие кибернетики (науки об общих закономерностях процессов управления и передачи информации в различных системах, будь то машины, живые организмы или общество) в СССР было начато в 1940-х годах.

## История

### 1948—1956 годы

Постановление Совета Министров СССР № 2369 о создании ИТМиВТ

В 1948 году постановлением Совета Министров СССР создан Институт точной механики и вычислительной техники (ИТМ и ВТ) АН СССР, который возглавил специалист в области машин и механизмов Н. Г. Бруевич, в том же году создано Специальное конструкторское бюро № 245 (СКБ-245), задачей которого стала разработка и обеспечение изготовления средств вычислительной техники для систем управления оборонными объектами. Бытует легенда, что импульсом к развитию вычислительной техники в СССР стало письмо академика М. А. Лаврентьева Сталину о необходимости ускорения исследований в области вычислительной техники и о перспективах использования ЭВМ (причём это письмо называется причиной назначения работавшего в Киеве Лаврентьева директором ИТМиВТ в 1950 году). Однако никаких следов этого письма в архивах не обнаружено, и сам Лаврентьев никогда о таком письме не упоминал.
В 1948 году Патентным бюро госкомитета Совета министров СССР по внедрению передовой техники в народное хозяйство был зарегистрирован патент на Б. И. Рамеева и И. С. Брука на архитектуру цифровой электронной вычислительной машины (свидетельство номер 10475 с приоритетом 4 декабря 1948 года).
В том же 1948 году на Западе вышла книга «Кибернетика, или управление и связь в животном и машине» Норберта Винера. В СССР эта книга была переведена и издана только в 1958 году, а до этого оригинал был доступен только в спецхранах. Впрочем, выход книги вызвал шумиху и в западной прессе и заставил обратить на себя внимание партийной и идеологической верхушки СССР.
В начале 50-х годов в советской научной, научно-популярной и партийной печати появилось несколько критических статей о кибернетике:

Буржуазная печать широко разрекламировала новую науку — кибернетику. Эта модная лжетеория, выдвинутая группкой американских «учёных», претендует на решение всех стержневых научных проблем и на спасение человечества от всех социальных бедствий. Кибернетическое поветрие пошло по разнообразным отраслям знания: физиологии, психологии, социологии, психиатрии, лингвистике и др. По утверждению кибернетиков, поводом к созданию их лженауки послужило сходство между мозгом человека и современными сложными машинами.— Ярошевский М. Кибернетика — «наука» мракобесов. — Литературная газета. — 5 апреля 1952. — № 42(2915). — С. 4.
В своей книге Н. Винер уделил значительное внимание военному применению кибернетики, что вызвало обвинения в милитаризме. Кроме того, указывалось, что применение кибернетики направлено против промышленного пролетариата.

Но ничто не давало решения главной проблемы: металлические чудища оставались всё-таки не более чем машинами, требующими управления со стороны человека.

И тогда-то возникла новая «наука», так называемая «кибернетика». Если невозможно осуществить «грёзу» практически, то нельзя ли заставить её служить хотя бы целям пропаганды? Если невозможно придать роботу свойства человеческого ума, то нельзя ли убедить самого человека в том, что его можно заменить роботом?

В Соединённых Штатах существует сейчас целый ряд самых «точных» определений значения и целей пресловутой кибернетики. Но, по сути, они всегда состояли и состоят в том, чтобы маскировать неудачи создателей «думающих» машин, выдавать желаемое за действительное, спекулировать на фактических достижениях современной техники для самой разнузданной и лживой империалистической пропаганды.
— Лауреат Сталинской премии инженер К.Гладков. Кибернетка, или Тоска по механическим солдатам. — Техника — молодёжи. — август, 1952. — С. 34.
Также кибернетика критиковалась за излишне механистичный подход к управлению различными системами вне зависимости от их сложности

Кибернетика является, таким образом, реакционной механистической теорией, стремящейся отбросить современную научную мысль, основанную на материалистической диалектике, далеко вспять — к изжитой и опровергнутой более ста лет назад механистической философии.
— Наука современных рабовладельцев. — Наука и жизнь. — июнь, 1953. — С. 42.
Тем не менее вычислительная техника в СССР развивалась. В 1950 году заработала МЭСМ (Малая электронная счётная машина) — первая в СССР ЭВМ, разработанная лабораторией С. А. Лебедева на базе киевского Института электротехники АН УССР, а в 1952 году — БЭСМ-1. В 1950—1951 годах была разработана ЭВМ М-1 в Лаборатории электросистем Энергетического института АН СССР под руководством члена-корреспондента АН СССР И. С. Брука. В 1953 году началось серийное производство ЭВМ «Стрела», разработанной в СКБ-245 под руководством Ю. Я. Базилевского и Б. И. Рамеева.
Быстродействующие электронно-счётные машины рассматривались в первую очередь как «большой калькулятор» для ведения объёмных расчётов по электроэнергетике, баллистике, сопротивлению материалов, включая атомную и космическую отрасли. Необходимость развития собственно вычислительной техники не отрицалась. Развивались методы вычислительной математики.

Слов нет, математические машины, позволяющие с огромной скоростью производить сложнейшие вычислительные операции, имеют колоссальное значение для многих областей науки и техники. Выдающаяся роль в развитии машинной математики принадлежит известным русским учёным — П. Л. Чебышёву, А. Н. Крылову и другим. Советские учёные непрерывно совершенствуют математические машины. Одним из высших достижений в этой области являются автоматические, быстродействующие электронные счётные машины советской конструкции.— Ярошевский М. Кибернетика — «наука» мракобесов. — Литературная газета. — 5 апреля 1952. — № 42(2915). — С. 4.

…Применение подобных вычислительных машин имеет огромное значение для самых различных областей хозяйственного строительства. Проектирование промышленных предприятий, жилых высотных зданий, железнодорожных и пешеходных мостов и множества других сооружений нуждается в сложных математических расчётах, требующих затраты высококвалифицированного труда в течение многих месяцев. Вычислительные машины облегчают и сокращают этот труд до минимума. С таким же успехом эти машины используются и во всех сложных экономических и статистических вычислениях…— Кому служит кибернетика. — Вопросы философии. — май, 1953.
В «Философский словарь» 1954 года издания попала характеристика кибернетики как «реакционной лженауки». Там кибернетика была определена как универсальная наука «…о связях и коммуникациях в технике, о живых существах и общественной жизни, о „всеобщей организации“ и управлении всеми процессами в природе и обществе». Однако кибернетике в статье даются весьма нелестные, даже зловещие характеристики, например: «реакционная лженаука», «форма современного механицизма», «отрицает качественное своеобразие закономерностей различных форм существования и развития материи», «рассматривает психофизиологические и социальные явления по аналогии… с электронными машинами и приборами, отождествляя работу головного мозга с работой счётной машины, а общественную жизнь — с системой электро- и радиокоммуникаций», «по существу своему… направлена против материалистической диалектики, современной научной физиологии, обоснованной И. П. Павловым», «ярко выражает одну из основных черт буржуазного мировоззрения — его бесчеловечность, стремление превратить трудящихся в придаток машины, в орудие производства и орудие войны», «поджигатели новой мировой войны используют кибернетику в своих грязных практических делах», «под прикрытием пропаганды кибернетики в странах империализма происходит привлечение учёных… для разработки новых приёмов массового истребления людей — электронного, телемеханического, автоматического оружия», «является… идеологическим оружием империалистической реакции, … средством осуществления её агрессивных военных планов».
В 1952 году Анатолий Иванович Китов в Академии артиллерийских наук СССР (ААН) создаёт и возглавляет первый в стране отдел вычислительных машин. В 1953 году выходит в свет статья А. И. Китова «Применение электронных вычислительных машин». В мае 1954 года А. И. Китов создаёт и возглавляет первый в СССР вычислительный центр — Вычислительный центр Министерства обороны СССР № 1.
Реабилитацией кибернетики в СССР можно считать 1955 год, когда в журнале «Вопросы философии» (№ 4) вышла статья академика С. Л. Соболева, А. И. Китова и А. А. Ляпунова «Основные черты кибернетики», в которой в частности говорилось: «Некоторые наши философы допустили серьёзную ошибку: не разобравшись в существе вопросов, они стали отрицать значение нового направления в науке, в основном, из-за того, что вокруг этого направления была поднята за рубежом сенсационная шумиха, из-за того, что некоторые невежественные буржуазные журналисты занялись рекламой и дешёвыми спекуляциями вокруг кибернетики…». В том же 1955 году массовым тиражом во всесоюзном журнале «Радио» выходит статья А. И. Китова «Техническая кибернетика».
12—17 марта 1956 года в Москве прошла Всесоюзная конференция, посвящённая развитию советского математического машиностроения и приборостроения.
В СССР одним из главных борцов за реабилитацию «буржуазной лженауки» кибернетики был Анатолий Иванович Китов, который был автором первых положительных публикаций о ней и убеждённым пропагандистом её идей. Его научные труды и статьи, написанные им самостоятельно и совместно с А. И. Бергом, А. А. Ляпуновым и С. Л. Соболевым, относящиеся к периоду 1952—1961 гг., сыграли огромную роль в признании кибернетики как науки и развитии информатики в Советском Союзе и в нескольких других странах. В 1951-52 годах А. И. Китов, ознакомившись в библиотеке секретного конструкторского бюро по разработке ЭВМ СКБ-245 с оригиналом книги американского учёного Норберта Винера «Кибернетика», сразу же оценил большую пользу для общества, которую эта новая наука может принести. Не только оценил, но и написал развёрнутую положительную статью «Основные черты кибернетики». Затем прошло около полутора лет многочисленных публичных выступлений о кибернетике А. И. Китова и А. А. Ляпунова, прежде чем Идеологический отдел ЦК КПСС санкционировал публикацию этой статьи. В середине 1955 года эта статья за подписями академика С. Л. Соболева, А. И. Китова и А. А. Ляпунова была опубликована в главном идеологическом коммунистическом журнале «Вопросы философии». Эта статья вошла в историю российской науки как победный момент в борьбе за кибернетику. В вышедшем в 1955 году дополнительном тираже 4-го издания «Краткого философского словаря» критическая статья про кибернетику уже отсутствует.
В 1955 году был принят на вооружение комплекс ПВО С-25 Беркут, в котором применялась обработка данных от радиолокаторов и управление ракетами с применением счётно-решающего устройства. Главные конструкторы — С. Л. Берия и П. Н. Куксенко. Заместитель главного конструктора — А. А. Расплетин.
В 1956 году была опубликована монография А. И. Китова «Электронные цифровые машины», послужившая толчком к популяризации данного направления в широких научных кругах (например, «главный кибернетик страны» В.М. Глушков неоднократно подчёркивал своё первое знакомство с компьютерами по книжке Китова).
В это же время началось издание научно-популярной литературы. В 1958 году в издательстве «Советское радио» выходит перевод книги Н. Винера «Кибернетика, или Управление и связь в животном и машине».
Развивались системы автоматизации производства и АСУ ТП. В 1958 году на базе Лаборатории управляющих машин и систем (ЛУМС) АН СССР был организован Институт электронных управляющих машин (ИНЭУМ) АН СССР, в числе задач которого была и разработка систем управления производством в целом. В том же 1958 году началась разработка управляющих машины «Днепр» и УМ-1НХ, предназначенных для управления технологическими процессами.

### 1956—1960-е годы
В конце 1954 года в Ленинграде состоялось знаменитое выступление А. И. Китова о позитивном значении кибернетики. 14 ноября 1956 года по инициативе Л. П. Крайзмера Советом Ленинградского дома учёных имени М. Горького была создана Секция кибернетики, которая стала первой общественной организацией страны в области пропаганды полезности идей кибернетики (первым председателем секции был назначен Л. В. Канторович, затем секцию долгие годы возглавлял Л. П. Крайзмер).
В 1960-е и 1970-е годы на кибернетику, как на техническую, так и на экономическую, уже стали делать большую ставку.
А. И. Китов был первым, кто поставил вопрос о необходимости создания единой системы управления народным хозяйством СССР и Вооружёнными Силами страны на основе повсеместного использования ЭВМ и экономико-математических методов. Вначале А. И. Китов осветил свои идеи по созданию глобальной сетевой системы управления в брошюре «Электронные вычислительные машины», которая была опубликована издательством «Знание» в 1958 году. В этой брошюре автором описаны возможные применения ЭВМ для математических вычислений, автоматизации управления производством и решения экономических задач. 7 января 1959 года А. И. Китов отсылает свои предложения по коренной перестройке управления народным хозяйством страны на базе Единой государственной сети вычислительных центров (ЕГСВЦ) в виде письма высшему руководству СССР: первому секретарю ЦК КПСС Н. С. Хрущёву. К этому первому письму главе СССР А. И. Китов приложил свою брошюру. Им предлагалось использовать ЭВМ страны для управления советской экономикой с целью уменьшения влияния субъективных факторов при принятии управленческих решений. Тем самым предполагалось резко повысить эффективность работы предприятий промышленности и транспорта. Впервые в СССР и в мире А. И. Китовым была изложена перспектива комплексной автоматизации информационной работы и процессов административного управления в стране на основе ЕГСВЦ.
Осенью того же года А. И. Китов посылает своё второе письмо в ЦК КПСС (также, на имя Н. С. Хрущёва). В первой части этого письма содержалась резкая критика в адрес ряда руководителей и, в первую очередь, руководства Министерства обороны СССР за медлительность при внедрении ЭВМ в практику. Основную часть письма составлял разработанный им 200-страничный детальный проект глобальной автоматизированной системы под названием «О мерах по преодолению отставания в создании, производстве и внедрении ЭВМ в Вооружённые силы и народное хозяйство страны». Технически эта глобальная автоматизированная система представлялась ему как единая компьютерная сеть, покрывающая территорию всего СССР и состоящая из тысяч вычислительных центров. Это был первый в мире проект создания национальной компьютерной сети (прообраз современной сети Интернет). В проекте А. И. Китова предлагалось объединить в Единую государственную сеть вычислительных центров (ЕГСВЦ) все имеющиеся в стране ЭВМ для решения как народно-хозяйственных (в мирное время), так и задач обороны (в военное время). В случае возникновения чрезвычайных ситуаций (военного положения и др.) компьютеры этой сети должны были переключиться на решение военных задач — компьютерная сеть «двойного назначения» (или «двойного использования»): народно-хозяйственного и военного.
Итогом такой настойчивости автора указанных двух писем стало исключение его (А. И. Китова) из партии и снятие с должности начальника созданного им ВЦ-1 МО СССР.
Несмотря на отклонение масштабного проекта А. И. Китова, содержавшиеся в нём идеи и предложения оказали серьёзное влияние на последующие предложения по ЕГСВЦ (1964 г.) и Общегосударственной автоматизированной системе (ОГАС, 1980) и легли в их основу. Указанные предложения прорабатывались в СССР рядом институтов под научным руководством академика В. М. Глушкова.
В феврале 1964 г. Винер дал интервью журналу «U.S. News & World Report»:

Вопрос. Вы нашли во время вашей последней поездки в Россию, что Советы придают большое значение вычислительной машине?
Ответ. Я скажу вам, насколько большое. У них есть институт в Москве. У них есть институт в Киеве. У них есть институт в Ленинграде. У них есть институт в Ереване, в Армении, в Тбилиси, в Самарканде, в Ташкенте и Новосибирске. У них могут быть и другие.
Вопрос. Используют ли они эту область науки полностью, если сравнить с нами?
Ответ. Общее мнение — и оно идёт от самых разных лиц — таково, что они отстают от нас в аппаратуре: не безнадёжно, а немного. Они впереди нас в разработке теории автоматизации…

В ноябре 1962 года Президент АН СССР М. В. Келдыш представил заместителю Председателя СМ СССР А. Н. Косыгину В. М. Глушкова, который осветил перспективы создания в стране автоматизированных систем управления (АСУ). А к середине 1964 года комиссией, в составе которой были В. М. Глушков (председатель), А. И. Китов, М. П. Федоренко, Н. П. Бусленко, В. С. Михалевич, Н. И. Ковалёв, Н. Е. Кобринский, М. П. Виньков и В. В. Александров и др. был подготовлен предэскизный проект «Единой Государственной сети вычислительных центров» (ЕГСВЦ), который включал в себя около 100 центров в крупных промышленных городах и центрах экономических районов, объединённых широкополосными каналами связи. К этим крупным центрам были бы подключены ещё 20 тысяч более мелких. Распределённая база данных, возможность доступа к любой информации из любой точки системы. Однако указанный проект ЕГСВЦ так и не был одобрен к реализации, хотя общие упоминания о необходимости его разработки (с 1980 года под именем ОГАС) встречались в материалах ряда пленумов и съездов КПСС вплоть до 1985 года. Для сравнения, первая компьютерная сеть на Западе ARPANET заработала в 1969 году, то есть лишь спустя десять лет после предложения А. И. Китова руководству СССР о создании сети ЕГСВЦ.
В 1962 году вышла книга А. Ивахненко «Техническая кибернетика. Системы автоматического управления с приспособлением характеристик», в 1965 году вышел перевод на русский язык книги Ф. Розенблатта «Принципы нейродинамики», в которой формулировалось применение кибернетики для создания нейросетей.
В связи с увеличением количества автомашин и увеличением интенсивности движения автотранспорта в Москве возникла необходимость повысить эффективность управления уличным движением. В 1964 году по заданию Мосгорисполкома отдел автоматики и телемеханики института "Мосгортранспроект" приступил к изучению возможности введения в столице автоматического регулирования уличного движения. Первые датчики системы были установлены у Никитских ворот, на улице Горького и на улице Богдана Хмельницкого, в дальнейшем число автоматически управляемых светофоров было увеличено). Опытная эксплуатация системы сократила задержки транспорта, что позволило сэкономить 150 тыс. рублей (и обеспечить окупаемость системы за три года). Дистанционное управление светофорами осуществляли по телефонным проводам две ЭВМ (дублировавшие работу друг друга - на случай поломки одной из них). В 1968 году разработка этой системы (получившей название «СТАРТ») была завершена и рекомендована к использованию на всей территории Москвы.
В 1967 году при увеличении направлений литературы, издаваемой по проекту «Новое в жизни, науке, технике» Всесоюзным обществом «Знание» с целью популяризации научных знаний среди населения СССР количество тематических серий научно-популярной литературы было увеличено - и издательство "Знание" начало издание отдельной серии «Математика, кибернетика».
В популярном кинофильме 1967 года «Кавказская пленница» содержится «тост за кибернетиков»: «И принцесса от злости повесилась на собственной косе, потому что он совершенно точно сосчитал, сколько зёрен в мешке, сколько капель в море, и сколько звёзд на небе. Так выпьем же за кибернетиков!»

### 1970-е—1980-е годы
В 1970 году на базе кафедры вычислительной математики механико-математического факультета МГУ был создан новый факультет - вычислительной математики и кибернетики. В 1971 году в МГУ был создан научный совет по вычислительным средствам.
В стране внедряются системы управления (АСУ) организациями и предприятиями (АСУП), технологическими процессами (АСУ ТП) на производствах с применением ЧПУ, масштабные сети учёта билетно-кассовых операций на транспорте «Сирена» и «Экспресс».
В 1973—1974 годах была издана «Энциклопедия кибернетики». На Рыбинском моторостроительном заводе (где к этому времени уже имелось 165 станков с числовым программным управлением) был введен в эксплуатацию оснащённый ЭВМ информационно-вычислительный центр (обеспечивший автоматизацию математических расчётов и около 300 технических и экономических процессов).
В середине 1970-х годов компьютерное моделирование применялось для прогнозирования возможности возникновения эпидемий инфекционных болезней и разработки противоэпидемических мероприятий.
При работе над созданием единой географической карты мира в 1959-1977 гг. (насчитывавшей свыше 400 тыс. географических названий) в Центральном научно-исследовательском институте геодезии, аэрофотосъемки и картографии была создана автоматизированная информационно-справочная система топонимов АИПСТ.
В 1976 году начал работу вычислительный центр в Кисловодске. В 1977 году был выпущен короткометражный мультфильм, полностью нарисованный ЭВМ.
Тогда же машинные расчёты траекторий космических аппаратов применялись в международном проекте «Союз — Аполлон» (практика машинных расчётов траекторий ракет восходит к тщательно засекреченным ранним системам ПРО, а те — к аналоговым счётно-решающим приборам).
В 1974 году при ленинградском Физико-техническом институте им. А. Ф. Иоффе (ФТИ) был создан отдел вычислительной техники, получивший название Ленинградский вычислительный центр (ЛВЦ) АН СССР. Первоначальной задачей ЛВЦ было предоставление услуг по обработке данных советским учреждениям (ВЦКП — «вычислительный центр коллективного пользования»), которые к тому времени активно использовали достижения кибернетики (ЭВМ) в народном хозяйстве и науке. Данные изначально поступали в ЛВЦ на перфокартах и перфолентах, затем начали передаваться по телефонным модемам, в связи с чем ЛВЦ в 1978 году был преобразован в Ленинградский научно-исследовательский вычислительный центр (ЛНИВЦ), телефонные каналы вокруг которого начали стихийно формировать советскую компьютерную Академсеть на базе протокола X.25. В теории её построение было завязано на всесоюзный проект ОГСПД («общегосударственная сеть передачи данных», часть ЕГСВЦ и ЕАСС), но по вышеописанным причинам этого не происходило, в связи с чем ленинградские кибернетики освоили прокладку цифровых каналов самостоятельно, в том числе оптических в пределах Ленинграда. ЛИИАН расшифровывается как «институт информатики и автоматизации» — с этих времён в советской науке концепция «кибернетики» заменяется концепцией «информатики».
Преподавание информатики школьникам началось в 1978 году (когда школьников 9-го класса московской школы № 52 начали обучать универсальному языку программирования APL в Вычислительном центре АН СССР), в дальнейшем школа юных программистов была открыта в Новосибирске (где школьники работали на ЭВМ в Вычислительном центре Сибирского отделения АН СССР). На основе полученного опыта летом 1979 года были составлены методические рекомендации для других общеобразовательных школ (преподавать факультатив "Алгоритмы и элементы программирования" должны были прошедшие переподготовку учителя математики). В № 9 физико-математического журнала "Квант" за 1979 год был открыт новый раздел "Искусство программирования" (и в рамках этого раздела начала работу заочная школа программирования). На основе полученного опыта в начале 1980 года было предложено ввести преподавание информатики и в других школах (при этом предлагалось установить некоторое количество ЭВМ непосредственно в школьных классах).
В связи с увеличением интенсивности воздушного движения в 1970е годы возникла необходимость в создании новых средств обучения авиадиспетчеров гражданской авиации, а также средств объективного контроля качества их обучения. В результате, в начале 1980-х годов в СССР был создан автоматизированный тренажёр-имитатор диспетчерского пульта "Тренер" (способный одновременно имитировать перемещение до 36 воздушных судов 10 разных типов, а также сигналы радиолокационных станций, автоматических радиопеленгаторов и помех радиосвязи - при проведении занятий в замедленном, реальном или ускоренном масштабе времени). Ход занятий записывался в памяти ЭВМ с возможностью воспроизводства каждого этапа.
В 1980 году с помощью ЭВМ было раскрыто уголовное преступление (автомобиль ВАЗ-2101, сбивший пешехода на Московском тракте в Томске и скрывшийся с места происшествия был обнаружен в результате комплексного анализа оставленных следов). В дальнейшем, для ГАИ была разработана программа идентификации объявленных в розыск автомобилей "Автопоиск". Только за период до 17 октября 1980 года ЭВМ использовали при раскрытии более чем 50 преступлений. 
В конце 1981 года на железнодорожном транспорте в СССР и восточноевропейских странах СЭВ была введена в эксплуатацию автоматизированная система управления ж.д. перевозками (следующим шагом для стран СЭВ планировалось создать единую систему резервирования и продажи железнодорожных билетов).
В 1982 году в Москве был проведён эксперимент по использованию ЭВМ для оценки уровня знаний учащегося при автоматизированном приёме экзамена у группы студентов. Институт проблем управления разработал первую автоматизированную систему управления обмена квартир и жилых помещений — АСУ «Обмен» (за разработку научных основ и методологии этих алгоритмов в 1984 году была присуждена Государственная премия СССР).
В 1982 году в Москве был создан институт ВНИИПАС как проектный центр Академсети, а ЛНИВЦ в 1985 году был преобразован в самостоятельный институт ЛИИАН. Магистральные каналы связи базировались на существующих телефонных линиях, в том числе сетях связи специального назначения, на локальных участках с высокой нагрузкой прокладывались выделенные медные кабели для модемных соединений — прежде всего на Васильевском острове между расположенными там многочисленными научными учреждениями. По телефонным кабелям устанавливалась связь с соцстранами в Европе и капстранами через МИПСА, строилась спутниковая сеть для связи с отдалёнными регионами СССР и социалистическими Кубой, Вьетнамом и Монголией (центром сети был ВНИИПАС).
В дальнейшем, специализированный раздел "Человек и компьютер" был создан в журнале «Наука и жизнь» (ведущим этого раздела являлся Ю. В. Пухначев).
В январе 1987 года был сделан экспериментальный передвижной вычислительный центр (13 компьютеров были установлены в салоне туристического автобуса "Икарус", кабель с разъемами для подключения к внешней электросети - в багажном отделении под полом). После завершения испытаний автобус использовался как передвижной класс информатики для Ставропольского края.
3 апреля 1987 года на компрессорной станции № 10 трубопроводной магистрали "Сияние Севера" в районе Ухты начал работать центр обучения персонала газотранспортной системы СССР (обучение производилось на тренажёре типа "Диалог-1"). Это был первый центр министерства газовой промышленности СССР, на котором оценку знаний и навыков выполнял компьютер. 
В январе 1988 года в Ереване был зарегистрирован первый кооператив, направлением деятельности которого являлась разработка программного обеспечения. 15 апреля 1988 года в Международном центре торговли в Москве состоялась пресс-конференция и выставка проектов Всесоюзного общества "Знание". Одним из этих проектов было создание Международного компьютерного клуба (который начал работу в середине 1988 года).
Продолжилось проникновение кибернетики в культуру — упоминания ЭВМ появились в советской фантастической литературе (у братьев Стругацких и др.), в популярных художественных фильмах «Служебный роман» и «Самая обаятельная и привлекательная». Появились персональные компьютеры советского и болгарского производства, в том числе в быту советских граждан.
В 1992 году произошло крупномасштабное уничтожение[кем?] советских ЭВМ в связи с массированным проникновением в распавшийся СССР ЭВМ западного производства.

## Научный совет по кибернетике
Председатели Научного совета по кибернетике при Президиуме АН СССР:
- Берг А. И.
- Белоцерковский О. М.
- Велихов Е. П.
- Ершов А. П.
- Петров Б. Н.